# Langzhong (socken)
Langzhong (kinesiska: 郎中, 郎中乡) är en socken i Kina. Den ligger i provinsen Henan, i den centrala delen av landet, omkring 150 kilometer nordost om provinshuvudstaden Zhengzhou. Antalet invånare är 51 027. Befolkningen består av 25 180 kvinnor och 25 847 män. Barn under 15 år utgör 24,0 %, vuxna 15-64 år 67 %, och äldre över 65 år 8,0 %.
Genomsnittlig årsnederbörd är 692 millimeter. Den regnigaste månaden är juli, med i genomsnitt 209 mm nederbörd, och den torraste är januari, med 4 mm nederbörd.